# Rebecca Cammisa
Rebecca Cammisa (Nova Iorque, 9 de julho de 1966) é uma cineasta norte-americana. Como reconhecimento, foi nomeado ao Oscar 2012 na categoria de Melhor Documentário em Curta-metragem por God Is the Bigger Elvis.